# Hiéroglyphe égyptien G49
Les trois canetons dans un bassin, en hiéroglyphes égyptiens, sont classifiés dans la section G « Oiseaux » de la liste de Gardiner ; cet hiéroglyphe y est noté G49. 

## Représentation
Il représente trois canetons (Anas acuta (?)) (hiéroglyphe G47) dans un bassin duquel généralement seules les têtes sont émergées. Il est translittéré sšy < zšy.

## Utilisation
| z · S | G48 |

| z · S | G48 |

| G49 · N21 · Z1 |

| G49 · N21 · Z1 |

| G49 · N21 · Z1 |

| G49 · N21 · Z1 |